# Вертолёт-амфибия

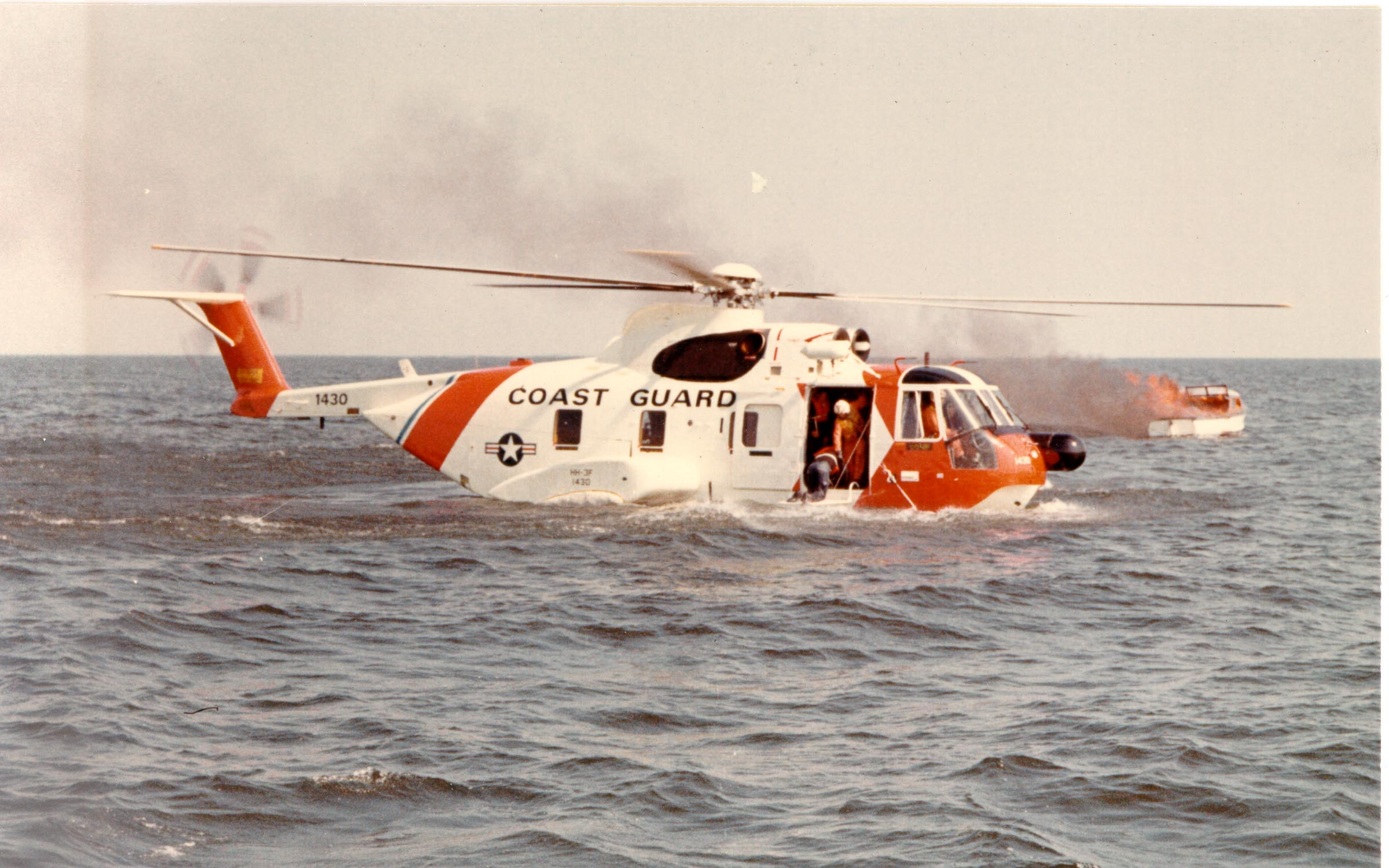
Вертолёт HH-3F Pelican береговой охраны США на воде возле горящей лодки.

Вертолёт-амфибия — вертолёт, который может производить посадку как на землю, так и на водную поверхность. Предназначен для проведения различных видов работ, чаще всего спасательных. Может иметь как цельный водонепроницаемый корпус, как у летающей лодки, так и быть оборудован понтонами, как поплавковый гидросамолёт.

## Разработка
Вертолёты принимали активное участие в воздушно-морских спасательных операциях с момента их появления в 1940-х годах. Вертолёты могут летать при более неблагоприятных погодных условиях, чем самолёты, и могут доставлять пострадавших непосредственно в госпитали или другие пункты оказания первой помощи. Вертолёт-амфибия впервые появился в 1941 году, и возможность посадки на водную поверхность в скором времени доказала свою состоятельность. Обычные вертолёты должны были парить над местом аварии на воде и использовать таль, но вертолёты-амфибии были способны совершать посадку на поверхность воды, чтобы влиять на ход спасательной операции более непосредственно.

## Появление вертолётов с понтонным шасси
В 1941 году Игорь Сикорский впервые оснастил понтонами вертолёт Vought-Sikorsky 300. В 1940-х и 1950-х годах ими также, в дополнение к «земляному» шасси, были оснащены некоторые другие модели вертолётов, такие как Bell 47 , Bell 48, R-4 и R-6.
«Поплавки» у таких вертолётов могут быть заполнены воздухом или использоваться для хранения топлива. В 1949 году фирма Сикорского произвела H-5Н, который может быть оснащён шасси обоих типов одновременно. Позже понтонное шасси появилось и на многих других типах вертолётов, иногда даже не проектировавшихся первоначально как амфибии, например таких как Ка-15 и Ка-18.

## Вертолёты со сплошным корпусом

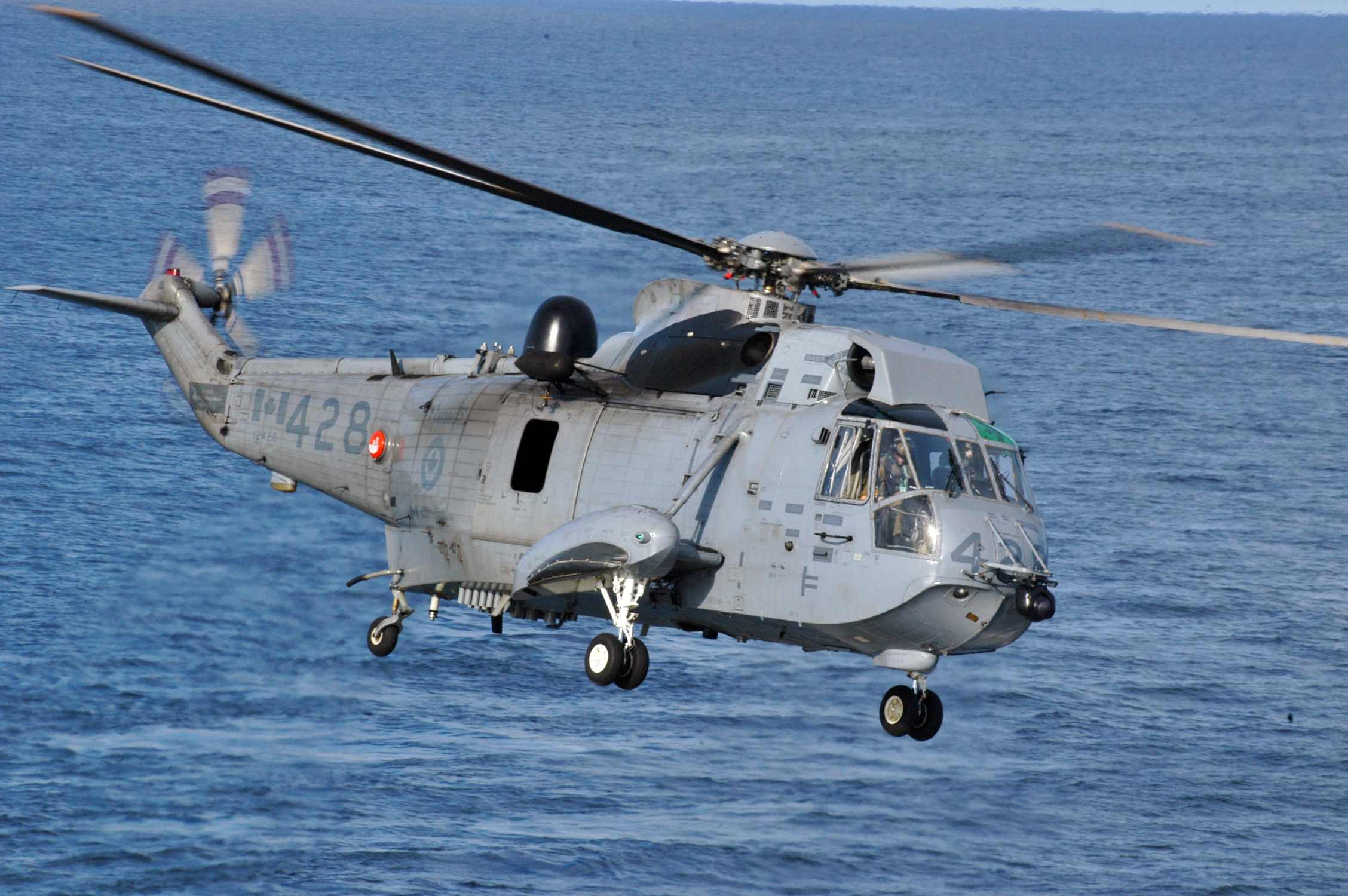
CH-124 Sea King канадских ВС. На фото видны корпус, спонсоны и шасси.

Sikorsky S-62 Seaguard был первым вертолётом-амфибией со сплошным, как у летающей лодки, корпусом. Первый прототип поднялся в воздух в 1958 году. В 1959 году Игорь Сикорский представил прототипы вертолётов S61 и S62 для ВМС США, предназначенные для противолодочной обороны.
Подобные вертолёты начали массово применяться с 1960-х годов. Их использование сулило определённые преимущества, среди них меньшая зависимость успеха спасательной операции от вертолётных спасательных корзин и пловцов-спасателей. Тем не менее, из-за своей высокой стоимости они были в основном постепенно вытеснены другими типами вертолётов. Береговая охрана США отказалась от них в 1994 году. Тем не менее, некоторые отрасли до сих пор представляют к ним некоторый интерес, так, в России планируют возобновить производство единственного серийного советского вертолёта-амфибии со сплошным корпусом Ми-14(ПС) после 30-ти летнего перерыва в их производстве.

## Возможности нахождения в воде других типов вертолётов

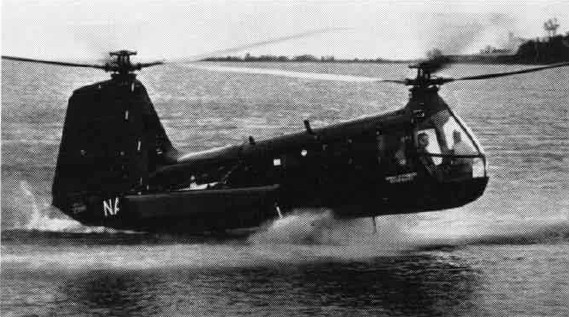
Приводнение Vertol HUP Retriever

Некоторые вертолёты могут находиться на воде ограниченное время, например, для Boeing CH-46 Sea Knight оно составляет до двух часов в спокойной воде.

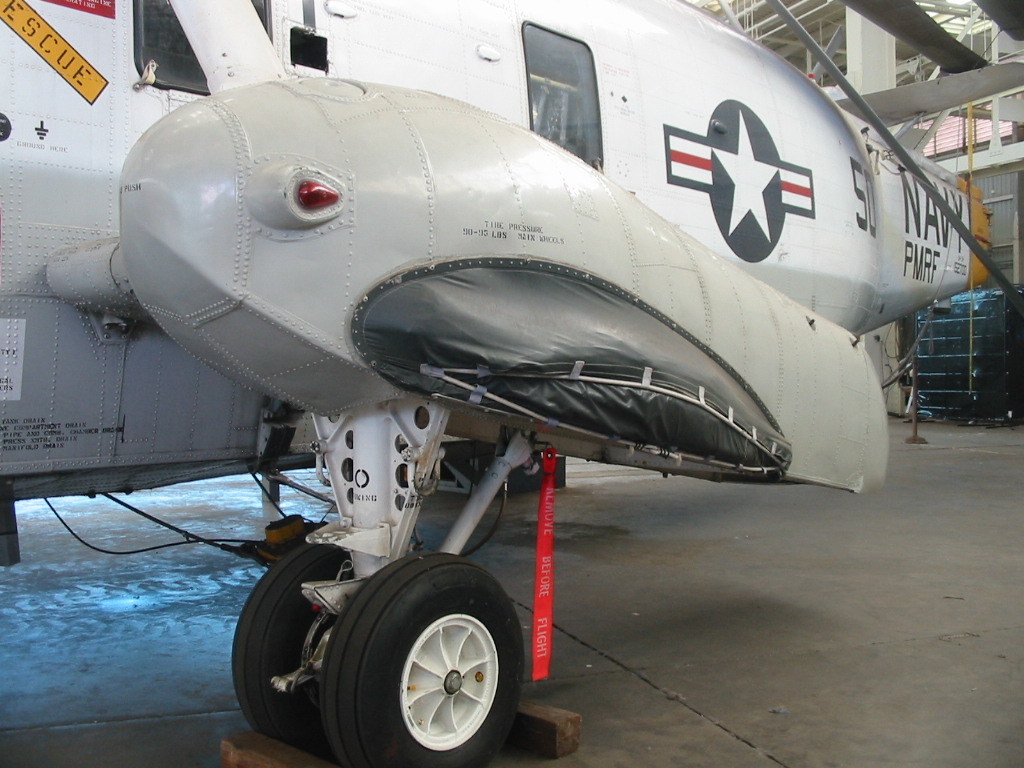
S-61 с подвесным аварийным надувным поплавком для увеличения плавучести

CH-47 Chinook разработан достаточно водонепроницаемым, чтобы позволить ему садиться на воду в течение короткого времени. Плавучесть была увеличена с герметичными отсеками внутри спонсонов, которые расположены вдоль каждой стороны фюзеляжа. Для длительного нахождения в воде возможна заводская модернизация для повышения его водостойкости. CH-53 Sea Stallion, впервые представленный в 1966 году, также ограниченно способен к приводнению.
В случае аварийного приводнения на воду возможность удерживаться на воде зачастую демонстрируют и некоторые другие вертолёты, так, например, как Aérospatiale AS.332 Super Puma при вынужденной посадке в океан.

## Использование
Вертолёты-амфибии могут выполнять разные роли, в том числе при необходимости перевозить президента США.

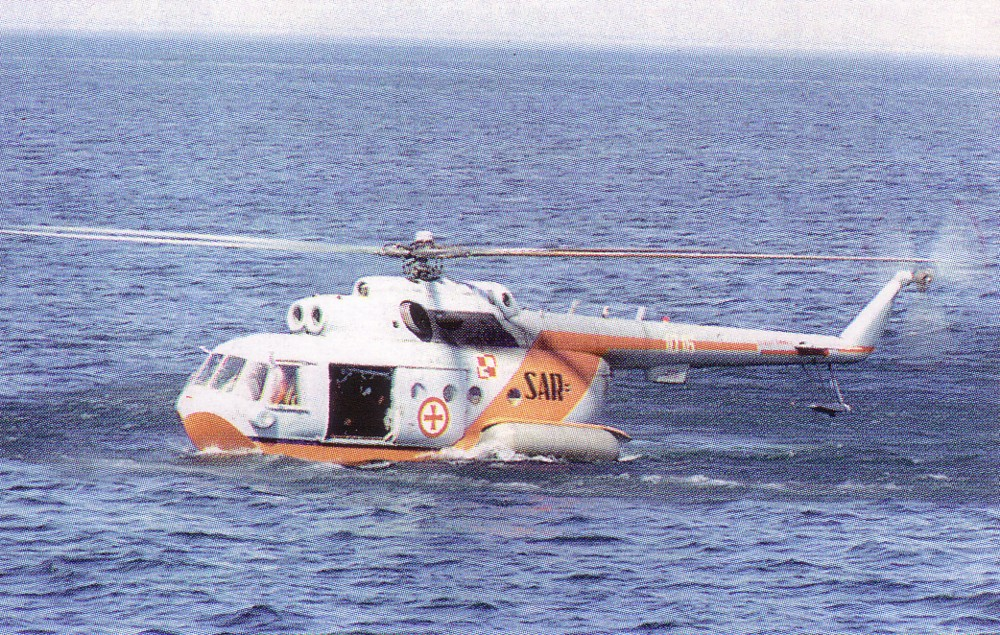
Польский Ми-14

## Примеры вертолётов-амфибий
- Aérospatiale Super Frelon
  - Changhe Z-8 китайский вариант Super Frelon
- Ми-14ПЛ
- Sikorsky S-62/HH-52A Seaguard
- Sikorsky SH-3 Sea King
- Sikorsky S-61, Sikorsky S-61R
  - Sikorsky CH-124 Sea King — канадский вариант вертолёта S-61
- Westland Sea King